# Средно училище „Д-р Петър Берон“ (Тополовград)
Средно училище „Д-р Петър Берон“ е гимназия в град Тополовград, област Хасково. Създадена е през 1945 г. Патрон на училището е Петър Берон. То е разположено на ул. „Варна“ № 2. През учебната 2024/2025 година в него се обучават 463 деца. Към 2024 г. директор на училището е Божана Георгиева.